# Motoei Shinzawa
Motoei Shinzawa (新沢 基栄, Shinzawa Motoei) est un mangaka né le 10 juin 1958 à Kashiwazaki, dans la préfecture de Niigata, au Japon. Il est surtout connu pour son manga Le collège fou, fou, fou.

## Œuvre
- 1980-1982 : Le collège fou, fou, fou : Les premières années (3年奇面組, Sannen Kimengumi?)
- 1982-1987 : Le collège fou, fou, fou (ハイスクール!奇面組, Haisukūru! Kimengumi?)
- 1988-1990 : Boku wa shitataka kimi
- 2001-2005 : Le collège fou, fou, fou ! Flash! Kimengumi (フラッシュ！奇面組, Furasshu! Kimengumi?)

## Sources
- Nicolas Finet, DicoManga : Le dictionnaire encyclopédique de la bande dessinée japonaise, Paris, Fleurus, 2008, 624 p. (ISBN 978-2-215-07931-6), « Motoei Shinzawa »